# Amfroipret
Amfroipret ist eine ehemalige französische Gemeinde mit 232 Einwohnern (Stand: 1. Januar 2022) im Département Nord in der Region Hauts-de-France. Sie gehörte zum Arrondissement Avesnes-sur-Helpe. Die Bewohner werden Aufridiens und Aufridiennes genannt.
Der Erlass des Präfekten vom 29. Juli 2024 legte mit Wirkung zum 1. Januar 2025 die Eingliederung von Amfroipret als Commune déléguée zusammen mit der früheren Gemeinde Bermeries zur Commune nouvelle L’Orée de Mormal fest.

## Geografie

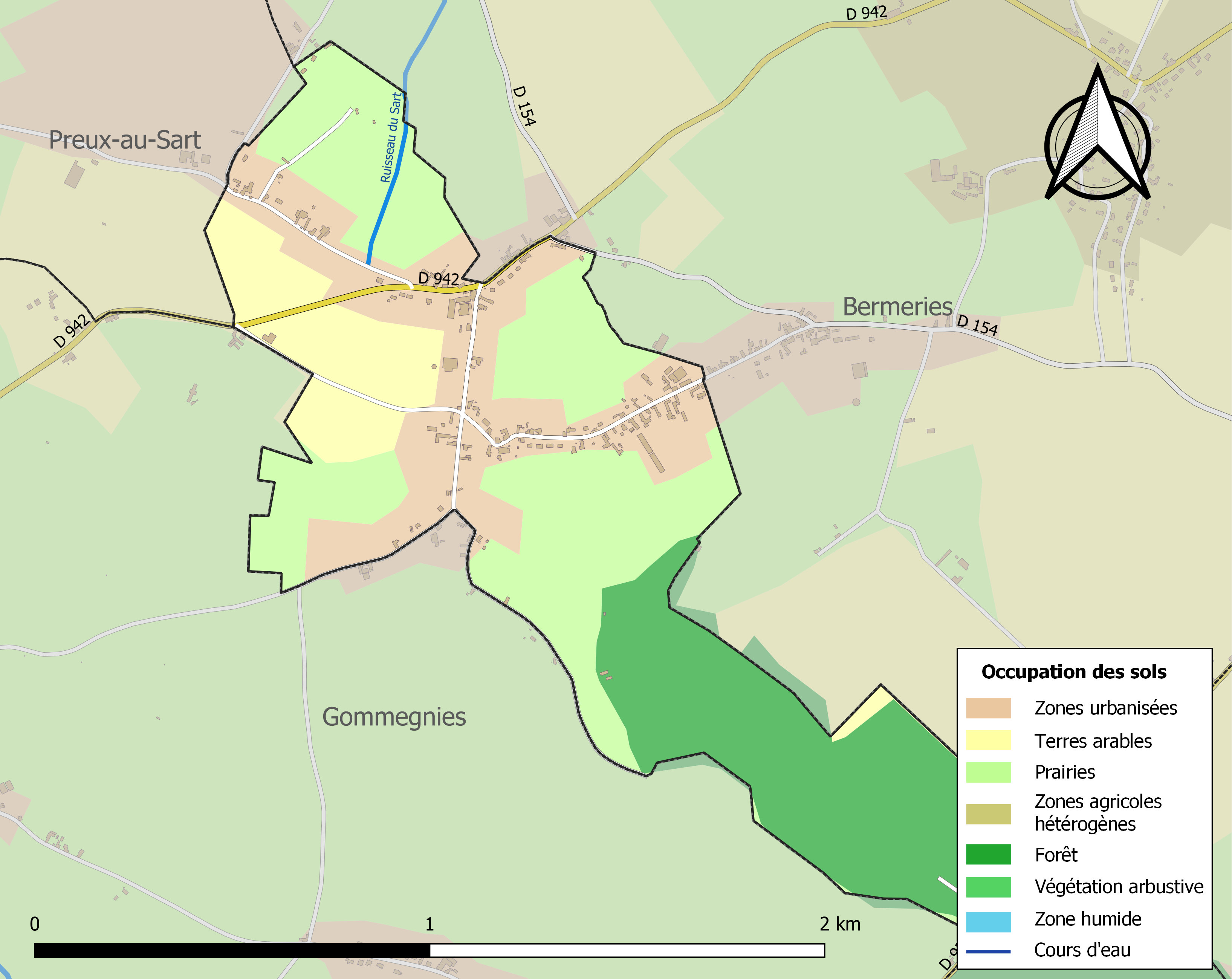
Bodennutzung und Infrastruktur von Amfroipret (2018)

Amfroipret liegt nahe der Grenze zu Belgien, etwa 17 Kilometer südöstlich von Valenciennes und etwa 17 Kilometer westlich von Maubeuge in der Région naturelle des Avesnois. Das Ortsgebiet gehört zum Regionalen Naturpark Avesnois. Es wird entwässert vom zeitweise trockenfallenden Ruisseau des Bultiaux, dem Flüsschen Amfroipret und dem Ruisseau des Près. Das Zentrum hat die Form eines Straßendorfs und liegt auf einer Höhe von etwa 130 m. Das Relief des Gebiets ist relativ flach mit einer maximalen Erhebung von 146 m im Südosten und einer minimalen Höhe von 125 m beim Austritt des Ruisseau des Bultiaux aus dem Ortsgebiet.
Teile des Gebiets von Amfroipret gehören zu den ZNIEFF-Naturzonen „Complexe bocager de Gommegnies et Jolimetz“ (310013251) und „Complexe écologique de la forêt de Mormal et des zones bocagères associées“ (310013702). Rund 48 % der Fläche von Amfroipret werden landwirtschaftlich, hauptsächlich als Weideland, genutzt, rund 27 % sind bewaldet, hauptsächlich durch den Bois d’Amfroipret im Südosten, rund 25 % entfallen auf bebaute Flächen (Stand: 2018).
Umgeben wird Amfroipret von den drei Nachbargemeinden und der Commune déléguée von L’Orée de Mormal:
| Preux-au-Sart |                                             | Bermeries (Commune déléguée) |
|               | Kompassrose, die auf Nachbargemeinden zeigt |                              |
| Gommegnies    |                                             | Locquignol                   |

## Geschichte
Zu Beginn des Hundertjährigen Krieges brannten die Franzosen das Dorf nieder. Anhand einer Wassermalerei in der Sammlung Albums de Croÿ dürfte im Mittelalter eine große Burg bestanden haben, von der heute noch zahlreiche Türme unterschiedlicher Höhe zeugen. Die Burg wurde zwischen 1408 und 1417 errichtet und wurde bereits im 18. Jahrhundert zerstört.

## Bevölkerungsentwicklung
| Jahr                       | 1962 | 1968 | 1975 | 1982 | 1990 | 1999 | 2006 | 2013 | 2020 |
| -------------------------- | ---- | ---- | ---- | ---- | ---- | ---- | ---- | ---- | ---- |
| Einwohner                  | 164  | 157  | 148  | 150  | 173  | 156  | 195  | 237  | 213  |
| Quellen: Cassini und INSEE |      |      |      |      |      |      |      |      |      |

## Sehenswürdigkeiten
- Kirche Saint-Nicolas, 1860 neu erbaut

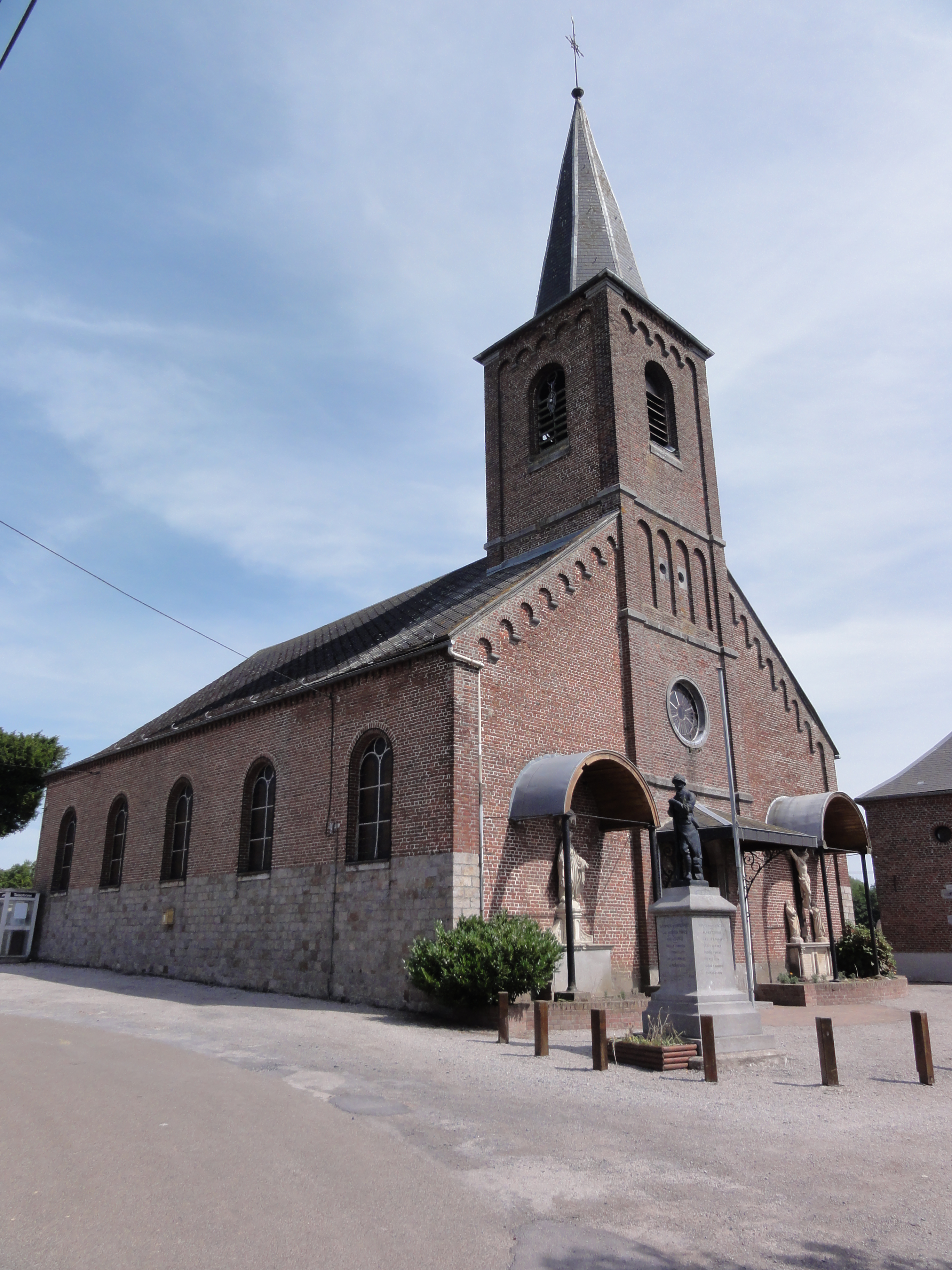
Kirche Saint-Nicolas
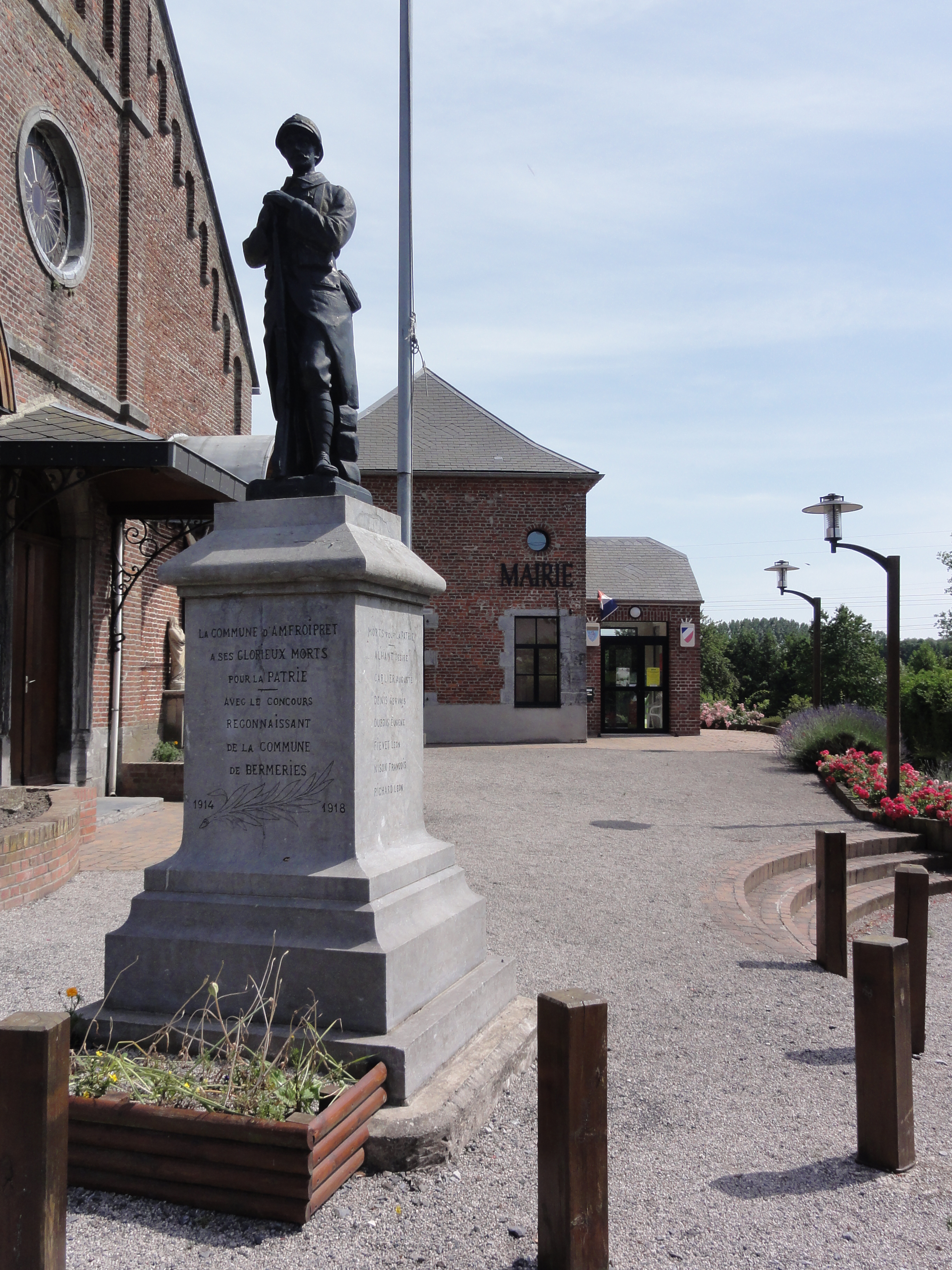
Gefallenendenkmal
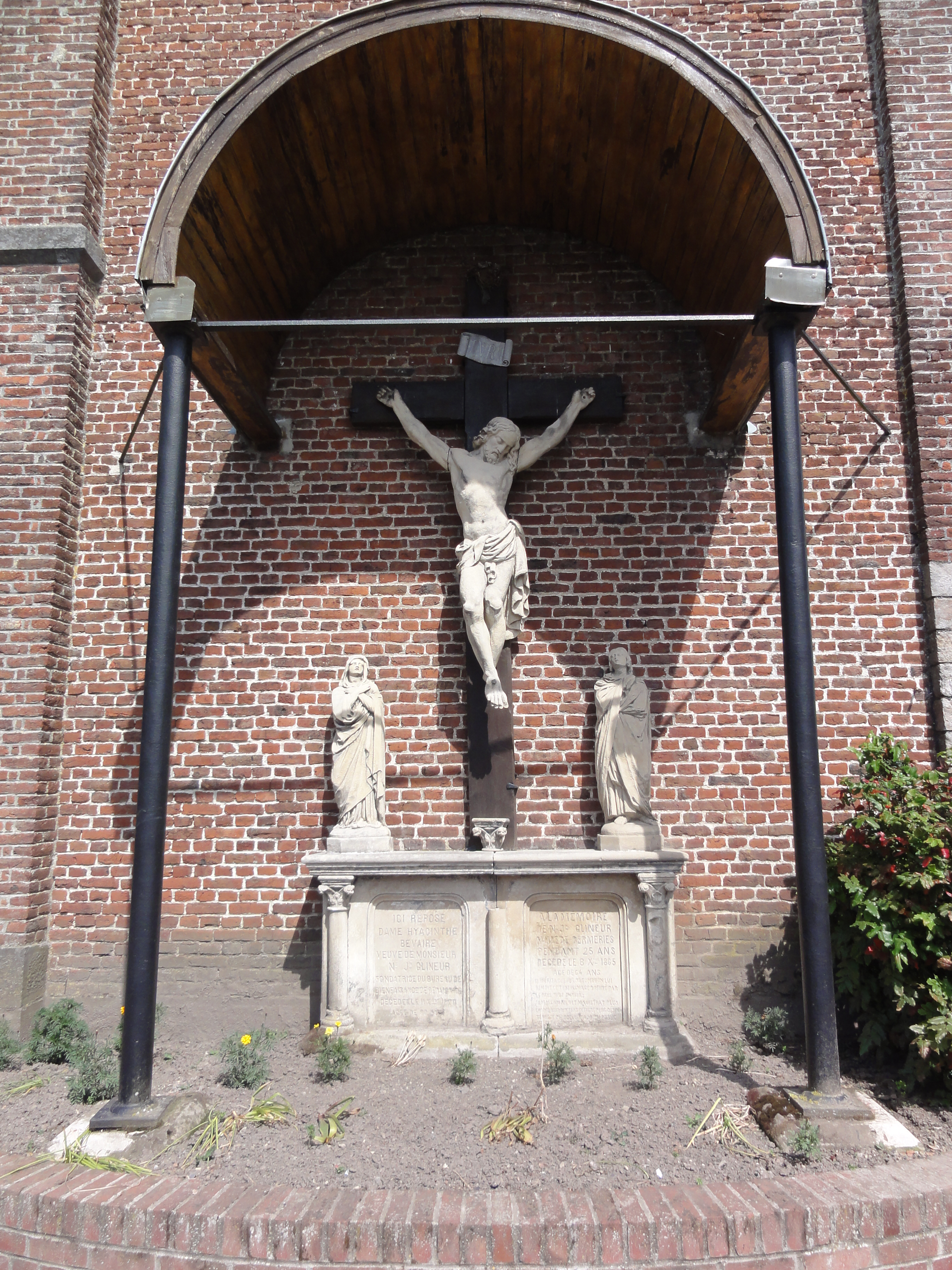
Grabkreuz
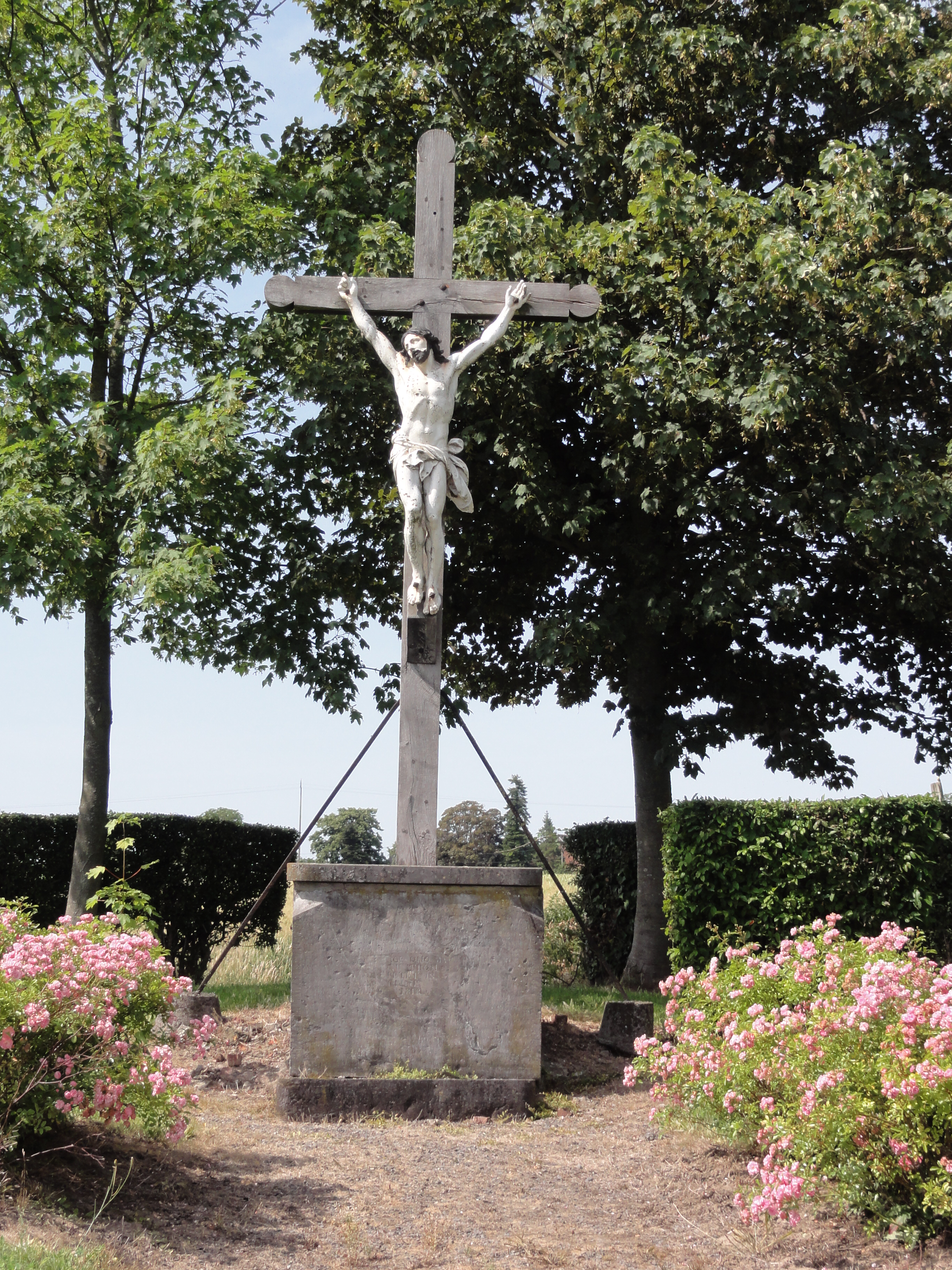
Wegkreuz